# Marinehochschule (Japan)

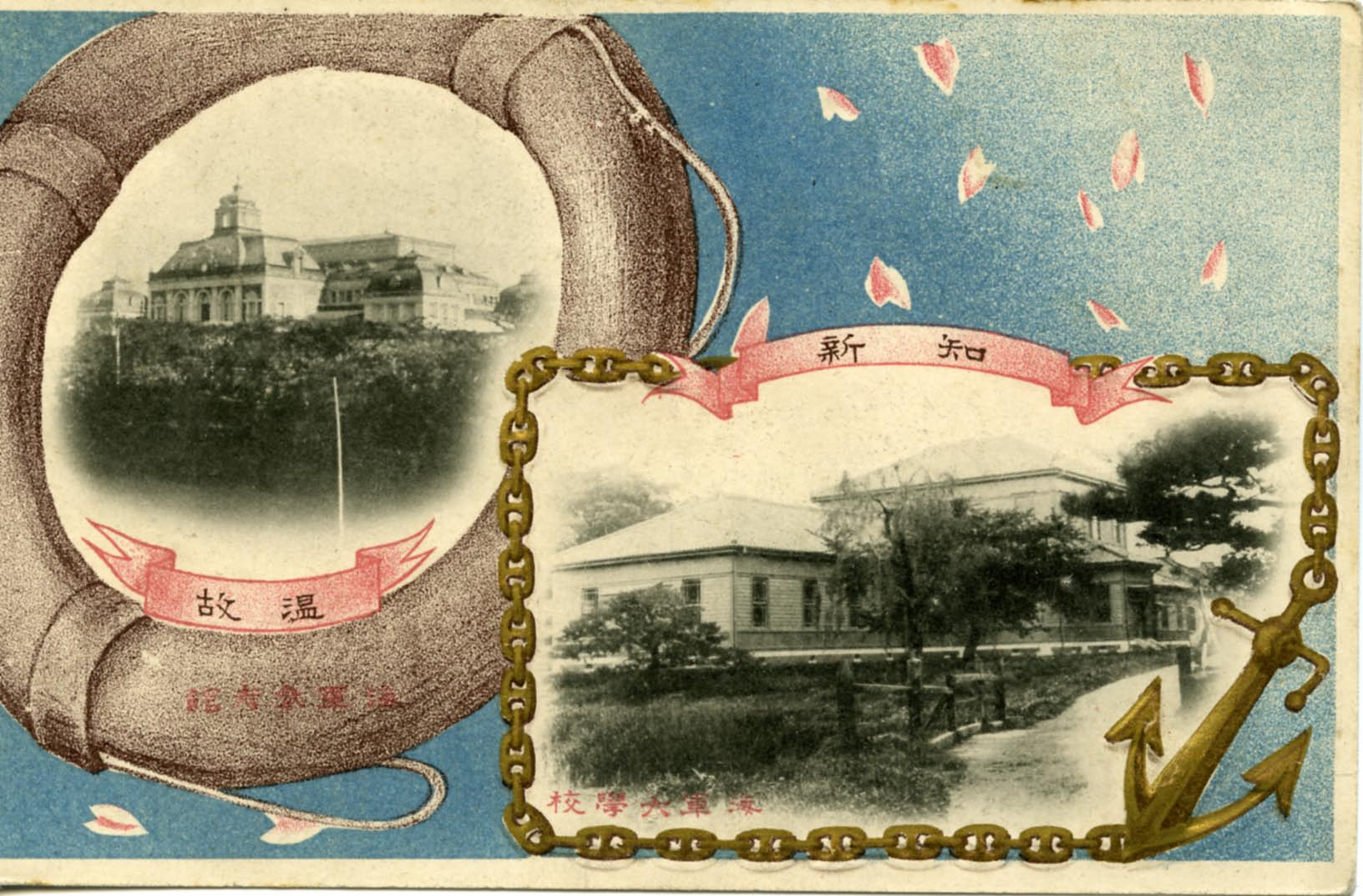
Marineministerium und Marinehochschule auf einer Postkarte um 1900

Die Marinehochschule (jap. 海軍大学校, Kaigun Daigakkō, kurz: 海大, Kaidai) wurde 1888 im Rahmen des Aufbaus einer modernen Marine im Japanischen Kaiserreich in Tsukiji im Tokioter Bezirk Chūō gegründet. Noch im selben Jahr wurde die Marineakademie (海軍兵学校 Kaigun Heigakkō) von Tsukiji nach Etajima, Präfektur Hiroshima verlegt.
Der ursprüngliche Sitz der Marinehochschule am heutigen Tsukiji-Fischmarkt wurde im großen Kantō-Erdbeben 1923 schwer beschädigt. 1932 zog sie nach Kamiōsaki in Shinagawa um. Die Marinehochschule wurde nach der Kapitulation Japans 1945 aufgelöst.
Viele Admiräle der Kaiserlich Japanischen Marine waren Absolventen der Marinehochschule, darunter auch die späteren Premierminister Katō Tomosaburō und Okada Keisuke.